# هاوارد کارتر
هاوارد کارتر (به انگلیسی: Howard Carter) ‏(زاده 9مه ۱۸۷۴ –درگذشته ۲ مارس ۱۹۳۹) باستان‌شناس و مصرشناس مشهور بریتانیایی بود. وی کاشف مقبرهٔ توت‌عنخ‌آمون بود.

## زندگی
هاوارد کارتر در تاریخ ۹ مه سال ۱۸۷۴ در منطقه کنزینگتون شهر لندن چشم به جهان گشود. او پسر یک نقاش بود و استعداد طراحی خود را از پدرش به ارث برده بود.
او در ۱۷ سالگی مطالعهٔ خود را دربارهٔ نقش‌ها و هیروگلیف‌های مصری شروع کرد، در مؤسسه اکتشافات مصر مشغول به کار شد و به نسخه‌برداری نقش‌های موجود بر روی اشیا کشف شده در آرامگاه‌ها و بازسازی آن‌ها پرداخت. سال بعد به مصر سفر کرد تا کار خود را در محل حفاری ادامه دهد. او در آنجا به نسخه‌برداری از نقش‌های مقبرهٔ حتشپسوت پرداخت و با گاستون ماسپرو، مصرشناس فرانسوی آشنا شد. در سال ۱۸۹۹، به پیشنهاد این فرد، کارتر بازرس کل بناهای مصر علیا شد؛ ولی در سال ۱۹۰۵، به دنبال درگیری و شکایت گروهی فرانسوی که برای بازدید از این مناطق آمده بودند، استعفا داد. این گروه به دلیل تاریکی هوا خواستار بازگرداندن پول بلیط‌ها شده بود ولی کارتر با تندی مخالفت کرده و درگیری پیش آمده بود.

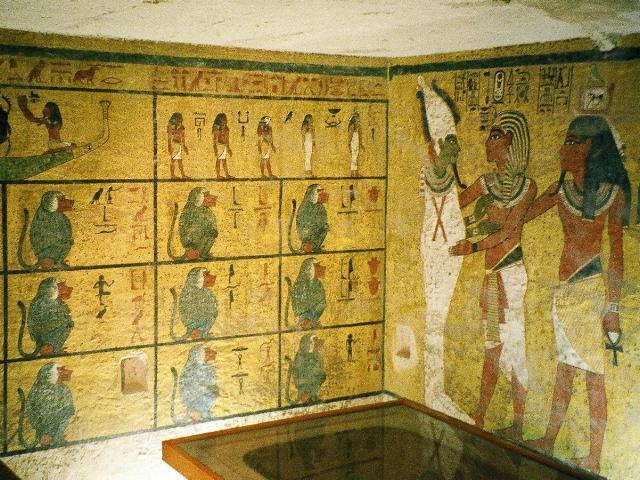
مقبرهٔ توت‌عنخ‌آمون

پس از این حادثه، او دوباره به نسخه‌برداری از نقوش مصری پرداخت و آن‌ها را کلکسیونرهای ثروتمند فروخت. در این راه، با مرد نجیب‌زاده‌ای به نام لرد ژرژ کارناروون آشنا شد. این فرد مدت دو سال بود که به‌طور شخصی در دره پادشاهان حفاری می‌کرد ولی کاوش‌های کارکنان او بی‌نتیجه مانده بود. قرارداد کارتر با او در سال ۱۹۲۲، منجر به کشف مقبرهٔ توت‌عنخ‌آمون شد.
هاوارد کارتر در سال ۱۹۳۹، به دلیل سیروز کبد، در سن ۶۴ سالگی در لندن درگذشت.